# Loculi
Loculi (sardisk: Lòcula) er en by og en kommune (comune) i provinsen Nuoro i regionen Sardinien i Italien. Byen ligger i 26 meters højde og har 517 indbyggere (2016). Kommunen har et areal på 38,15 km² og grænser til kommunerne Galtellì, Irgoli og Lula.